# السيد عبد الحميد مبارك
السيد عبد الحميد مبارك مواليد 17 أبريل 1947، هو لاعب كرة سلة مصري. مثّل منتخب بلاده. شارك في دورة الألعاب الأولمبية الصيفية عام 1972.

## روابط خارجية
- السيد عبد الحميد مبارك على موقع الاتحاد الدولي لكرة السلة (الإنجليزية)
- السيد عبد الحميد مبارك على موقع سبورتس رفرنس (الإنجليزية)
- السيد عبد الحميد مبارك على موقع أوليمبيديا (الإنجليزية)